# OpenCV
OpenCV (acronimo in lingua inglese di Open Source Computer Vision Library) è una libreria software multipiattaforma nell'ambito della visione artificiale in tempo reale.
È una libreria software libera originariamente sviluppato da Intel, nel centro di ricerca in Russia di Nižnij Novgorod. Successivamente fu poi mantenuto da Willow Garage e ora da Itseez.
Il linguaggio di programmazione principalmente utilizzato per sviluppare con questa libreria è il C++, ma è possibile interfacciarsi anche attraverso il C, Python e Java.
OpenCV gode di una grande quantità di pubblicazioni al riguardo.